# 王恆 (商朝先公)
王恆（？—？），卜辞作亙，子姓，上甲微之父，王亥之弟。有易國國君姒綿臣因忌妒王亥而殺之，然後王恆登上王位。
王恒傳說与后羿传说有相似之处。